# 里加国家第一中学
里加国家第一中学是一所提供初中及高中教育的国立中学，是波罗的海国家中最古老的中学。学校侧重于数理与语言方面的学习。于1996年起参加了国际文凭组织课程（IB课程)。学校位于里加的老城区附近。
从2012年开始，里加国家第一中学名列拉脱维亚大型学校排行榜第一。

## 历史
该学校的前身为1211年建立的里加主教座堂的教会学校，并且是当时波罗的海国家中的第一所学校。1868年，学校迁址至现在其所在的位置。由于里加城先后被圣剑骑士团，条顿骑士团，波兰-立陶宛联邦等诸多国家统治过，导致学校的教学语言总是在变化。直到1919年拉脱维亚从苏联独立，学校的教学语言才正式定为了拉脱维亚语。二战结束后由于受到苏联的统治，学校添加了一些俄语班级。
在历史变迁中，学校的名字始终在改变。根据拉脱维亚国家档案馆 （页面存档备份，存于）的数据，里加国家第一中学至少有过15个不同的名字。直到1996年，才正式将学校改名为“里加国家第一中学”。

## 课程
- 里加国家第一中学提供免费的7至12年级拉脱维亚语教育。
- 从1996年开始，在通过考试的前提下可以进入IB班级[11]。
- 从2001年开始，学生可以在学校内进行德语语言证书（DSD）考试[7]。
- 学生考入高中后，需要从以下五个类型中选择一个作为自己的学习方向：计算机，经济，物理，化学和外语。它们的区别在于必修课数量的多少[12]。

## 外部連結
- 学校官网 （页面存档备份，存于）